# Othos dentex
Othos dentex (Cuvier, 1828), unica specie del genere Othos, è un pesce d'acqua salata appartenente alla famiglia Serranidae.